# 懷特沃特 (科羅拉多州)
懷特沃特（英語：Whitewater）是位於美國科羅拉多州梅薩縣的一個非建制地區。該地的面積和人口皆未知。

## 地理
懷特沃特的座標為38°59′23″N 108°27′06″W / 38.98972°N 108.45167°W，而該地的平均海拔高度為1420米（即4660英尺）。